# 孟屯沟
孟屯沟，是中国长江流域的一条河流，汇入杂谷脑河，属于岷江水系。河长60千米，流域面积1000平方千米，年均流量25立方米每秒。自然落差2030米。水能理论蕴藏量15万千瓦。